# Буртечка
Буртечка — река в России, протекает в Малмыжском районе Кировской области. Устье реки находится в 139 км по правому берегу реки Вятки. Длина реки составляет 15 км.
Исток реки у деревни Новая Коса (Калининское сельское поселение) в 9 км к югу от города Малмыж. Река течёт на восток протекает деревни Новый Кокуй, Постниково, Троедворка, Старый Буртек, Сива. Впадает в Вятку у деревни Ахрай.

## Данные водного реестра
По данным государственного водного реестра России относится к Камскому бассейновому округу, водохозяйственный участок реки — Вятка от водомерного поста посёлка городского типа Аркуль до города Вятские Поляны, речной подбассейн реки — Вятка. Речной бассейн реки — Кама.
Код объекта в государственном водном реестре — 10010300512111100040265.